# Epieremulus humeratus
Epieremulus humeratus är en kvalsterart som först beskrevs av Aoki 1987.  Epieremulus humeratus ingår i släktet Epieremulus och familjen Caleremaeidae. Inga underarter finns listade i Catalogue of Life.